# Franco Denoth
Franco Denoth (Pietrasanta, 19 maggio 1935 – Livorno, 25 aprile 2006) è stato un informatico italiano, direttore del Registro del ccTLD ".it".

## Biografia
Laureatosi in fisica nel 1958, entrò a lavorare a Pisa nel CNR, prima come ricercatore e quindi come dirigente di ricerca: dal 1979 al 1994 fu direttore dell'Istituto di Elaborazione della Informazione (IEI) del CNR; dal 1994 al 1999 presiedette il Comitato Nazionale per Informatica e Tecnologia, e dal 1999 assunse la direzione dell'Istituto per le Applicazioni Telematiche (IAT) del CNR, restandone alla guida anche con la sua successiva trasformazione in Istituto di Informatica e Telematica (IIT).
In tale funzione, fu pertanto a capo dell'ente preposto alla registrazione di nomi a dominio nel dominio .it, inizialmente chiamato Registration Authority e oggi Registro del ccTLD ".it". Sotto la sua guida, il Registro partecipò anche alla gara per l'assegnazione della registrazione dei nomi nel dominio .eu, risultando parte del consorzio vincitore EURid. 
È ricordato anche per l'ideazione del pacemaker autosincronizzante.